# Gemeindefreies Gebiet Birnbaum

Lage des gemeindefreien Gebiets Birnbaum im Landkreis Kronach

Das gemeindefreie Gebiet Birnbaum liegt im oberfränkischen Landkreis Kronach. Es entspricht dem Gemarkungsteil 0 der Gemarkung Effelter.

## Geographie
Der 8,15 km² große Staatsforst liegt zwischen Tschirn, Steinwiesen, Wilhelmsthal und Teuschnitz. 